# شهرستان کاکاموکا
شهرستان کاکاموکا (به لاتین: Kakamoeka District) یک منطقهٔ مسکونی در جمهوری کنگو است که در بخش کویلو واقع شده‌است.